# Lataquia (província)
O Distrito de Lataquia (em árabe: مُحافظة اللاذقية) é um dos quatorze distritos (muhafazat) da Síria. Está situado na porção ocidental do país, na fronteira com a Turquia, e sua área não está completamente estabelecida. Os dados variam de 2.297 km² a 2.437 km². Possui uma população de 943.000 habitantes (estimativa de 2007). A capital é Lataquia.

## Subdistritos
- Al-Haffa
- Jableh
- Lataquia
- Qardaha